# 朱貴炖
潛江王朱貴炖（1401年—1407年），明朝遼藩潛江王，遼簡王朱植的庶第六子。

## 生平
永樂二年（1404年），封潛江王。
永樂五年（1407年），朱貴炖去世，享年七歲，因幼殤而未獲賜諡。無子，封爵被廢除。